# Ким Карнс
Ким Карнс Елингсон (Лос Анђелес, 20. јул 1945) америчка је кантауторка. Одрасла је у Лос Анђелесу, а музичку каријеру започела као текстописац шездесетих година, пишући за друге музичаре док је наступала у локалним клубовима. Године 1972. објавила је први студијски албум под називом Rest on Me.
Објавила је велики број синглова који су доживели велики комерцијални успех, укључујући Draw of the Cards, Does It Make You Remember, Crazy in the Night, Make No Mistake, He's Mine, What About Me?, I'll Be Here Where the Heart Is и многе друге.
Њен препознатљив вокални стил музичари често упоређују са стилом певача Рода Стјуарта. Добитница је великог броја награда на пољу музике, укључујући Греми награде за песму Don't Fall in Love with a Dreamer и саундтрек албум Flashdance
Укупно је објавила четрнаест студијских албума. Живи и ради у Нешвилу.

## Биографија
Ким је рођена 20. јула 1945. године у Лос Анђелесу где је и одрасла. Њен отац Џејмс Рејмонд Карнс био је адвокат, а мајка је радила у болници. Иако није рођена у музичкој породици, Ким је у раној младости заволела музику и желела да постане певачица. Одрасла је у Калифорнији, а завршила средњу школу „Сан Марино” 1963. године.
Живи и ради у Нешвилу са супругом Дејсом Елингсоном, са којим је у браку од 1967. године. Имају синове Раја и Колина који такође пише песме.

## Каријера

### 1965—1974: Почетак каријере и објављивање првог албума
Током младости, Ким је била текстописац, а 1969. године остварила је сарадњу са музичким продуцентом Џими Бувеном. Током овог периода снимила је неколико демо песама, укључујући и песму Nobody Knows која се нашла у америчком филму Тачка нестанка из 1971. године. На саундтреку филма такође се нашла песма Sing Out for Jesus, коју је Ким написала, а извела певачица Big Mama Tornton. Током 1971. године заједно са Мајком Сетлом и Бовеном основала је музичку групу The Sugar Bears, која је објавила албум Presenting the Sugar Bears, а сингл You Are the One нашао се на осамдесет и трећем месту музичке листе Билборд. Почетком седамдесетих година Ким и њен муж Дејв Елингсон написали су неколико песама заједно са Дејвидом Касидијем који је тада био на врхунцу каријере.
Ким је учествовала као текстописац и певачица на албумима Rock Me Baby, Dreams are Nuthin' More than Wishes и Cassidy Live! које је објавио њен супруг. Након што је потписала уговор са издавачком кућом Амос рекордс, објавила је 1971. године први студијски соло албум под називом Rest on Me, који је продуцирао Џими Боувен.

### 1975—1979: Афирмисање на музичкој сцени
Године 1975. године Ким је објавила албум под називом Kim Carnes за издавачку кућу A&M Records, песме на њему су кантри жанра, а истакла се You're A Part Of Me која је била на тридесем и другом месту америчке музике листе Adult Contemporary. Трећи студијски албум Ким под називом  објављен је 1976. године, а на њему се налази десет песама. Са албума се истакла песма "Love Comes from Unexpected Places која је освојила награду на Америчком фестивалу песама 1976. године. Песма је такође награђена у категорији за „Најбољу композицију” на Фестивалу песме у Токију. Песму је обрадила Барбра Страјсенд 1977. године и објавила је на њеном албуму Superman. Барбара је такође снимила Кимову песму Stay Away 1978. године и објавила је на албуму Songbird. Године 1978. Ким је снимила дует са Геном Котоном под називом , а песма се нашла на тридесет и шестом месту музичке листе Билборд хот 100.
Године 1976. ким је објавила сингл She Dances with Meat који је написала заједно са супругом.

### 1980—1981: Сарадња са музичарима
Године 1980. Ким је снимила дует са Кенијем Роџерсом под називом , а песма је постала хит и нашла се на врху музичких листа у Сједињеним Државама. Песма се нашла на Роџеровом концертном албуму Gideon, а песме са албума су у целости написали Ким и њен супруг Дејв. Током 1980. године Ким је обрадила песму More Love која се нашла у топ 10 најбољих песама на поп музичким листама и на шестом месту листе Adult Contemporary у Сједињеним Америчким Државама.
Заједно са Џекијем Дешаном и Доном Вејс, Ким је 1981. године објавила песму Being with You. Ким и њен бенд су вежбали извођење песме Bette Davis Eyes и тако створили потпуно нови аранжман песме. Године 2008. песма Bette Davis Eyes нашла се у документарном филму Valentino: The Last Emperor и наставила да се појављује у другим филмовима и на телевизији. У новембру 2015. године песма се нашла у ТВ антологији American Horror Story: Hotel.

### 1982—1985: Албуми наредна издања
Ким је током 1982. објавила два сингла, Crazy in the Night (from Barking at Airplanes) и What About Me? и они су се нашли међу 10 најбољих поп листе у Сједињеним Државама. Песме Bette Davis Eyes, Make No Mistake, He's Mine и Crazy in Love такође су се нашле на врховима топ листа широм Сједињених Држава. Дана 19. јануара 1985 године њени синглови под називом What About Me, Make No Mistake, He's Mine и Invitation to Dance нашли су се у исто време на америчкој музичкој листи Билборд хот 100.
Седми студијски албум под називом  Ким је објаивла 8. септембра 1982. године, а он је сниман од марта до јула 1982. у Record one студију у Лос Анђелесу. Током 1983. и 1984. године номинована је за Греми награде.

### 1988—1993: Снимање у Нешвилу
Како би снимила нови албум под називом  Ким је поново успоставила сарадњу са музичким продуцентом Џимом Боувеном, који је са њом заједно продуцирао албум. View from the House објављен је 25. јула 1988. године за издавачку кућу MCA Inc., а на њему се налази десет песама, укључујући сингл Crazy in Love који је био на листи Top 10 Adult Contemporary. Албум је добио углавном позитивне критике од стране музичких критичара, као и од часописа Пипл. Наредни албум Ким под називом  објављен је 21. марта 1991. године у Јапану, а на њему се налази десет песама. Албум није доживео велики комерцијални супех, а на њему се налази песма Gypsy Honeymoon, која је касније поново снимљена 1993. године и нашла се на истоименој компилацији.
Године 1992. Ким је обрадила песму бенда The Everly Brothers под називом Love Hurts и она је такође објављена у Јапану, као и песму Чака Берија под називом Run Rudolph Run, која је објављена на компилацији The Stars Come Out for Christmas Vol. III. Године 1997. написала је песму Just One Little Kiss заједно са текстописцем и пријатељом Грегом Барнхилом, а песму је отпевала Лила Меккан, на њеном првом студијском албуму Lila.

### 1994—данас: Писање песама и објављивање нових албума
Године 1994. Ким се из Лос Анђелеса преселила у Нешвил. Неколико њених песама укључујући Voyeur, I'll Be Here Where the Heart Is и Gypsy Honeymoon биле су хитови у земљама широм Европе и Јужне Америке. Њен дует са Барбром Страјсенд објављен је 1987. године. Ким је писала песме и са другим звездама као што су Тим Мекграв, Кевин Шарп, Матрака Берг, Пам Тилис, Тања Такер и другим. Године 1997. снимила је песму Bad, Bad Leroy Brown, а 2000. године песму Rings of Fire, са Џефом Бриџизом, обраду песме Џонија Кеша.
Албум Chasin' Wild Trains Ким је објавила 2005. године и на њему се налази дванаест песама. Албум је добио позитивне критике од стране музичких критичара, а Ким га је продуцирала. Песма са албума The Silver Cord нашла се на саундтреку филма Loggerheads из 2005. године. Године 2007. године Ким је снимила песму It's Clear Sky Again Today, а она се нашла на албуму 
Током 2011. године издавачка кућа EMI Music објавила је компилацију песама Ким Карнерс под називом . Компилација је добила позитивне критике од стране Тома Јурека са сајта Allmusic. У фебруару 2012. године Ossum Possum Records објавио је песму Everybody Needs Someone за дигитално преузимање, а снимила ју је Карнсова 1999. године. У октобру 2012. године америчка компанија Culture Factory објавила је Кимове албуме Mistaken Identity, Voyeur и Cafe Racers. Албум Light House и Barking at Airplanes објављени су у августу 2013. године.
Током 2014. године у сарадњи са Френкијем Милером снимила је дует и он се нашао на његовом трибјут албуму. Ким се појавила у једној епизоди америчке ТВ серије The Haunting of..., у новембру 2013. године.

## Дискографија
Студијски албуми
- 1971:
- 1975:
- 1976: '
- 1979:
- 1980:
- 1981:
- 1982:
- 1983:
- 1985:
- 1986:
- 1988:
- 1991: 'Checkin' Out the Ghosts
- 2004:
- 2011: